# A108公路 (俄羅斯)

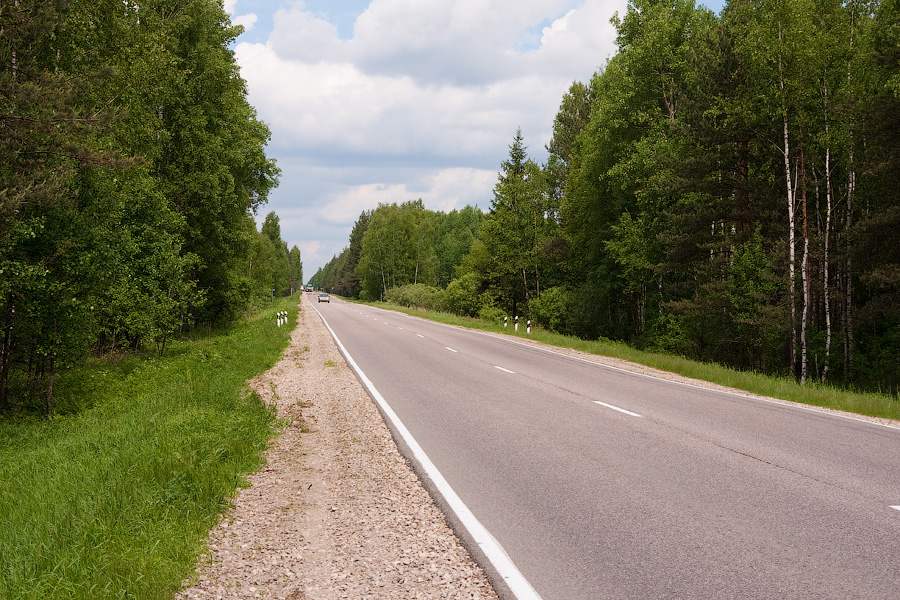
在弗拉基米爾州（2009年）

A108公路（俄語：Региональная автомоби́льная доро́га А108），又稱莫斯科大環路（Московское большое кольцо，簡稱），是圍繞俄羅斯首都莫斯科市中心而行的一條公路，全長550公里。經過莫斯科州、弗拉基米爾州和卡盧加州。
公路距離莫斯科環城公路約70公里，途中經過謝爾吉耶夫鎮、奧列霍沃-祖耶沃、沃斯克列先斯克、巴拉巴諾沃、魯扎、克林、德米特羅夫等城市。
此路在蘇聯時代因國防性質，屬國家機密，直到1990年才標示於地圖上。